# مایکل کوک
مایکل کوک (متولد سال ۱۹۴۰) مورخ و خاورشناس انگلیسی و استاد دانشگاه پرینستون است.

## زندگی علمی
کوک از ۱۹۵۹ میلادی تا ۱۹۶۳ در انگلستان، و در دانشگاه کمبریج درس خواند. سپس چند زبان از جمله فارسی را آموخت. دانشکده مطالعات شرقی و آفریقایی دانشگاه لندن مقصد بعدی وی بود که با رهنمایی پروفسور برنارد لوئیس تحقیقی دربارهٔ جوامع اسلامی انجام داد. وی در ۱۹۸۶ به آمریکا رفت و به خصوص به سبب حادثه‌ای که در مقابل وی روی داد به تحقیقات اسلامی بیشتری پرداخت.

## علت گروش به تحقیقی خاص
کوک کتابی به نام امر به معروف و نهی از منکر در اندیشه اسلامی(Commanding right and forbidding wrong in Islamic thought) در سال ۲۰۰۲ تألیف کرده‌است. این کتاب سال ۱۳۸۵، از سوی بیست و چهارمین دوره کتاب سال جمهوری اسلامی ، شایسته تشویق شناخته شد و پیش از آن نیز، جوایز دیگری را از آن خود کرد. کتاب بر اثر حادثه‌ای روی داد که وی مردم را به سبب عدم وجود قانون از دخالت در جلوگیری از یک حادثه درمانده دید.

## شباهت با حادثه میدان کاج
رسول جعفریان در پی حادثه میدان کاج به اشتراکات این واقعه با داستان تألیف کتاب کوک پرداخت.

## تالیفات
مایکل کوک کتاب‌ها و مقالات بسیاری در مورد تاریخ و تمدن اسلامی و شیعی نوشته است. معروف‌ترین کتاب وی کتاب محمد و نیز امر به معروف است. وی همچنین مقالات متعددی دارد.